# Poem ekstaze (A. Skrjabin)
Poem ekstaze je literarna predloga k istoimenskemu glasbenemu delu Aleksandra Skrjabina. Avtor skladbe jo je napisal sam in izdal v Lausanni (Švica), leta 1907.

## Odlomek besedila
```
"Duh.
Žeja po življenju mu daje krila.
Zaplahuta v drzen polet-
v višave zanikanja.
Tam, v svetlobi svojega sna
si oblikuje čarobni svet,
svet čudežnih podob in občutkov-
igrivi duh.
želeči duh.
V sanjah vsemogočni duh,              
razdaja se užitkom ljubezni.
Obkrožen s svojimi prividi
obstane v hrepenenju.
V visokem preletu navdušenja
jih prebudi k cvetenju.
In pijan od tega leta-
bi se najraje vsega pozabil.
Ampak kar naenkrat...
Grozeči ritmi
temačne vizije        
surovo prodirajo
v začarani svet.
Vendar le za trenutek.
Z rahlo okrepitvijo
božanske želje
lahko prežene
grozljive podobe.
In komaj je dosežena zmaga
samega sebe
se preda
igrivi duh,
ljubkujoči duh,
veselja-upajoči duh-
užitkom ljubezni.
V sredi svojih cvetočih stvaritev
zdaj prebiva samo še poljubljajoč.
S polnostjo dražljajev
jih kliče k Ekstazi,
pijan od njihove sape.
Oslepljen od lepote
beži tja kar tako. Blazni.
Pleše, kroži:
Raztrgan in izmučen
od nevihte občutkov,
bi se rad zdaj popolnoma pozabil,
Ampak znova...
Iz najbolj notranjega razloga
zmedenega duha
grozovito pluje
na bučečih, vrtinčastih
grozljivih pošastih
zamotan hrušč;
grozi
da bo požrlo vse."
```

(prevod iz nemščine Ž.S.)